# فوركان ألكماك
فوركان ألكماك (28 سبتمبر 1991 بأوس في هولندا - ) هو لاعب كرة قدم هولندي وتركي في مركز الهجوم. لعب مع آر كي سي فالفيك وإف سي آيندهوفن وإن إي سي نيميخن ونادي جوزتيبي وأو جي سي روزمالين.

## وصلات خارجية
- فوركان ألكماك على موقع اتحاد تركيا (لاعب) (الإنجليزية)
- فوركان ألكماك على موقع قاعدة بيانات كرة القدم.إي يو (الإنجليزية)
- فوركان ألكماك على موقع Soccerway.com (الإنجليزية)
- فوركان ألكماك على موقع عالم كرة القدم.نت (الإنجليزية)